# Истарска рапсодија
„Истарска рапсодија” је југословенски ТВ филм из 1978. године. Режирао га је Даниел Марушић а сценарио су написали Виктор Цар Емин и Иво Штивичић.

## Улоге
| Глумац             | Улога  |
| ------------------ | ------ |
| Миљенка Андроић    | Маре   |
| Мира Фурлан        | Кате   |
| Нада Суботић       | Луче   |
| Здравка Крстуловић | Флора  |
| Мато Ерговић       | Мате   |
| Марино Матота      | Фране  |
| Златко Црнковић    | Учитељ |
| Карло Булић        | Нико   |
| Шпиро Губерина     | Роко   |

Остале улоге ▼
| Глумац          | Улога   |
| --------------- | ------- |
| Божидар Алић    | Орландо |
| Анте Дулчић     | Циско   |
| Зорко Рајчић    | Јадре   |
| Берислав Муднић | Шпија   |